# Nymphoides grayanum
Nymphoides grayanum är en vattenklöverväxtart som beskrevs av Carl Ernst Otto Kuntze. Nymphoides grayanum ingår i släktet sjögullssläktet, och familjen vattenklöverväxter. Inga underarter finns listade i Catalogue of Life.